# Chemically Imbalanced
Chemically Imbalanced è il settimo disco registrato dal duo Ying Yang Twins, disco del 28 novembre 2006, prodotto dal beatmaker Lil Jon e dal noto Mr. Collipark o anche noto come DJ Smurf.

## Tracce
1. Intro
2. Keep on Coming
3. 1st Booty on Duty
4. Jack It Up (feat. Taurus)
5. Jigglin'
6. Take It Slow (feat. Los Vegaz)
7. Patron (Skit)
8. Big Boy Liquor (feat. K.T. & Huggy)
9. Smoke Break (Skit)
10. Collard Greens
11. Water
12. Dangerous (feat. Wyclef Jean)
13. Family
14. Friday
15. Leave
16. One Mo for the Road (Skit)
17. Open
18. In This Thang Still